# Sergio Majeski
Sergio Majeski (Santa Leopoldina, 17 de novembro de 1966), é um professor e político brasileiro, filiado ao Partido Democrático Trabalhista (PDT).
 Foi eleito deputado estadual em 2014 para o seu primeiro mandato como parlamentar na Assembleia Legislativa do Estado Espírito Santo.
É graduado em Geografia pela Faculdade Castelo Branco, de Colatina, no Noroeste do Espírito Santo; e mestre em Educação pela Universidade Federal do Espírito Santo (UFES).

## História

### Infância e juventude
Sergio Majeski nasceu na região de Garrafão, na época distrito de Santa Leopoldina, atualmente localidade de Santa Maria de Jetibá. Deu seus primeiros passos na escola em 1973, aos seis anos, como aluno ouvinte, uma vez que não havia pré-escola e a lei vigente só permitia matrícula de alunos a partir dos sete anos. Para poder concluir o ensino fundamental, ele foi para a zona urbana. Em 1980, cursando a sétima série, passou à condição de aluno-trabalhador: durante o turno matutino, trabalhava em uma serralheria e, à noite, estudava. Aos treze anos, ainda na serralheria, sofreu um acidente de trabalho, vindo a perder três dedos da mão esquerda.
Em 1982, Majeski ingressou no ensino médio, em um curso profissionalizante: habilitação básica para agricultura. Entre 1984 e 1985, passou a cursar também o antigo "Curso Normal", direcionado para lecionar nas séries iniciais. Ainda em 1985, iniciou sua carreira no magistério, dando aulas para o Supletivo 1º Grau. Em 1986, iniciou o curso de Geografia na UFES. 
Enquanto professor, deu aulas de Educação Física, além de trabalhar com regência de classe em uma escola na zona rural, onde tinha a incumbência de fazer a merenda e cuidar da limpeza do local. No final da década de 80, iniciou os trabalhos com turmas do Ensino Médio. Foi nos anos 90, que passou a trabalhar em Vitória nas redes pública e privada.

### Carreira política
Sergio Majeski, por mais de 20 anos, foi filiado ao "Partido dos Trabalhadores" (PT). Deixou o partido com a alegação de que o mesmo "não estava mais conservando a ideologia".. 
Em 2012, teve uma breve passagem Partido Popular Socialista (PPS). Em 2013, filiou-se ao PSDB, partido pelo qual foi eleito deputado estadual. 
Em abril de 2017, durante a janela partidária, ingressou no Partido Socialista Brasileiro (PSB), onde foi reeleito como Deputado estadual, em 2018 e permaneceu até o ano de 2021. Sua desfiliação foi motivada por divergências entre o político e o partido.
Em março de 2022, Majeski anunciou o seu retorno ao PSDB, cinco anos após a saída. Candidatou-se ao cargo de Deputado federal pela sigla.